# Fengyun-3E
Fengyun-3E (chinesisch 風雲三號E星 / 风云三号E星, Pinyin Fēngyún Sān Hào E Xīng, Wind und Wolken) ist ein chinesischer Wettersatellit der Fengyun-Reihe, der am 4. Juli 2021 um 23:28 Uhr UTC mit einer Trägerrakete vom Typ Langer Marsch 4C vom Kosmodrom Jiuquan in eine sogenannte Terminator-Bahn gebracht wurde, eine sonnensynchrone Umlaufbahn, bei der der Satellit den Äquator immer um etwa 05:30 Ortszeit von Norden nach Süden überfliegt.
Er ist der weltweit erste zivile Wettersatellit in einer derartigen Umlaufbahn.

## Bus
Der in betanktem Zustand 2250 kg schwere Satellit des Nationalen Zentrums für Satellitenmeteorologie wurde von der Shanghaier Akademie für Raumfahrttechnologie hergestellt, seine geplante Betriebsdauer beträgt acht Jahre.
Das auf dem Satellitenbus SAST-3000 der Firma basierende, quaderförmige Gehäuse misst 4,4 m × 2 m × 2 m. Wenn der 22,4 m² große Solarzellenflügel entfaltet ist, der eine elektrische Leistung von 2,48 kW liefert, hat der Satellit die Abmessungen 4,4 m × 10 m × 3,8 m. Mit Hilfe eines Sternsensors, der eine Messung der Fluglage mit einer Genauigkeit von 0,05° in allen drei Achsen erlaubt, kann der dreiachsenstabilisierte Satellit mit einer Genauigkeit von 0,3° ausgerichtet werden, was etwa 50 m auf der Erdoberfläche entspricht. Die einmal gewählte Ausrichtung bleibt mit einer Genauigkeit von 0,004°/s stabil. Für die Zeiten, wenn sich der Satellit im Erdschatten befindet, verfügt er über zwei Batterien aus Nickel-Cadmium-Akkumulatoren mit einem Ladungsspeichervermögen von jeweils 50 Ah.
Telemetrie und Steuerung des Satelliten erfolgt über das S-Band, die Nutzlastdaten werden über das L-Band und das X-Band an Bodenstationen in Peking, Guangzhou, Ürümqi, Giyamusi und Kiruna gesendet. Die chinesischen Bodenstationen übermitteln die Daten über ein eigenes Glasfasernetzwerk an das Rechenzentrum am Hauptsitz des Nationalen Zentrums für Satellitenmeteorologie im Pekinger Stadtbezirk Haidian, die Station in Kiruna per Funk.

## Nutzlasten
Fengyun-3E ist mit 11 wissenschaftlichen Nutzlasten ausgestattet, darunter einem Windradar mit zwei Frequenzen und doppelter Polarisation, das vor allem die Windfelder über dem Meer misst. Außerdem besitzt er ein Gerät zur Sonnenbeobachtung, das aus drei Instrumenten besteht: einem Sonnenspektrometer, einem Bildgeber im Bereich von Röntgen- und extrem ultravioletter Strahlung für hochauflösende Aufnahmen der Sonnenoberfläche und der oberflächennahen Korona, womit die Weltraumwetter-Vorhersage verbessert werden soll, sowie einem Radiometer der Schweizer Davos Instruments AG zur Messung der Energieabstrahlung der Sonne.
Der Satellit tastet während seines polaren Orbits einen Streifen mit einer Schwadbreite von 3000 km mit einer Auflösung von 250 m ab, wobei seine Bahn so gelegt ist, dass er immer um 05:30 Uhr Ortszeit den Äquator von Norden nach Süden überfliegt, und um 17:30 Uhr von Süden nach Norden. Für Aufnahmen in der Dämmerung besitzt Fengyun-3E einen Bildverstärker.
Durch die Ereignisse bei Tagesanbruch wird häufig das Wetter des ganzen Tages bestimmt, und Fengyun-3E füllt hier eine Beobachtungslücke – Fengyun-3C überfliegt den Äquator um 10 Uhr vormittags von Norden nach Süden, Fengyun-3D um 2 Uhr nachmittags. Fengyun-3C, -3D und -3E liefern zusammen alle 6 Stunden frische Daten im Bereich von Ultraviolettstrahlung über sichtbares Licht und Infrarotstrahlung bis zu Mikrowellen für die numerische Wettervorhersage des Nationalen Zentrums für Satellitenmeteorologie. Außerdem ermöglichen diese Daten Forschungen zu Klima und Umweltschutz.